# 2009-es U19-es labdarúgó-Európa-bajnokság
A 2009-es U19-es labdarúgó-Európa-bajnokság házigazdája Ukrajna volt, melyet 2009. július 21. és augusztus 2. között rendeztek meg. A tornán az 1990. január 1. után született játékosok vehettek részt.

## Selejtezők
A selejtezőket két szakaszban rendezték meg:
- 2009-es U19-es labdarúgó-Európa-bajnokság (selejtezők) – 2008. október 2. – 2008. november 27.
- 2009-es U19-es labdarúgó-Európa-bajnokság (selejtezők, elitkör) – 2009. március 1. – 2009. május 31.

## Résztvevők
| - Anglia - Franciaország - Szerbia - Szlovénia | - Spanyolország - Svájc - Törökország - Ukrajna (házigazda) |

## Helyszínek
| Város    | Helyszín           | Befogadóképesség |
| -------- | ------------------ | ---------------- |
| Doneck   | RSZK Olimpijszkij  | 25 831           |
| Doneck   | Metalurh Stadion   | 5 094            |
| Mariupol | Illicsivec Stadion | 12 680           |
| Mariupol | Zapadnyi Stadion   | 3 063            |

## Játékvezetők
| - Jerome Efong Nzolo - Jiří Jech - Manuel Gräfe - Vad II. István - Bas Nijhuis - Ovidiu Hațegan |

## Eredmények
Minden időpont közép-európai idő szerinti. (CEST)

### Csoportkör

#### A csoport
| Csapat    | M | Gy | D | V | Rg | Kg | Gk | P |
| --------- | - | -- | - | - | -- | -- | -- | - |
| Anglia    | 3 | 1  | 2 | 0 | 10 | 4  | +6 | 5 |
| Ukrajna   | 3 | 1  | 2 | 0 | 3  | 2  | +1 | 5 |
| Svájc     | 3 | 1  | 1 | 1 | 3  | 3  | 0  | 4 |
| Szlovénia | 3 | 0  | 1 | 2 | 2  | 9  | -7 | 1 |

| 2009. július 21. 16:00 (CEST) | Anglia      | 1 – 1                 | Svájc         | Metalurh Stadion, Doneck Játékvezető: Manuel Gräfe (német) |
| 2009. július 21. 16:00 (CEST) | Mattock 34' | (1 – 0) (Jegyzőkönyv) | Wütrich 90+2' | Metalurh Stadion, Doneck Játékvezető: Manuel Gräfe (német) |

| 2009. július 21. 18:00 (CEST) | Ukrajna       | 0 – 0 | Szlovénia | RSZK Olimpijszkij, Doneck Játékvezető: Jiří Jech (cseh) |
| 2009. július 21. 18:00 (CEST) | (Jegyzőkönyv) |       |           | RSZK Olimpijszkij, Doneck Játékvezető: Jiří Jech (cseh) |

| 2009. július 24. 16:00 (CEST) | Szlovénia | 1 – 2                 | Svájc                  | Metalurh Stadion, Doneck Játékvezető: Ovidiu Hațegan (román) |
| 2009. július 24. 16:00 (CEST) | Fink 66'  | (0 – 0) (Jegyzőkönyv) | Pasche 78' Mustafi 85' | Metalurh Stadion, Doneck Játékvezető: Ovidiu Hațegan (román) |

| 2009. július 24. 18:00 (CEST) | Ukrajna       | 2 – 2                 | Anglia                              | RSZK Olimpijszkij, Doneck Játékvezető: Bas Nijhuis (holland) |
| 2009. július 24. 18:00 (CEST) | Petrov 2' 61' | (1 – 1) (Jegyzőkönyv) | Lansbury 25' (11-esből) Gosling 51' | RSZK Olimpijszkij, Doneck Játékvezető: Bas Nijhuis (holland) |

| 2009. július 27. 18:00 (CEST) | Svájc | 0 – 1                 | Ukrajna     | RSZK Olimpijszkij, Doneck Játékvezető: Vad II. István (magyar) |
| 2009. július 27. 18:00 (CEST) |       | (0 – 0) (Jegyzőkönyv) | Ribalka 85' | RSZK Olimpijszkij, Doneck Játékvezető: Vad II. István (magyar) |

| 2009. július 27. 18:00 (CEST) | Szlovénia    | 1 – 7                 | Anglia                                                                | Metalurh Stadion, Doneck Játékvezető: Jerome Efong Nzolo (belga) |
| 2009. július 27. 18:00 (CEST) | Dimitrov 50' | (0 – 5) (Jegyzőkönyv) | Lansbury 10' Briggs 19' Welbeck 25' 32' Delfouneso 38' 70' Ranger 74' | Metalurh Stadion, Doneck Játékvezető: Jerome Efong Nzolo (belga) |

#### B csoport
| Csapat        | M | Gy | D | V | Rg | Kg | Gk | P |
| ------------- | - | -- | - | - | -- | -- | -- | - |
| Szerbia       | 3 | 2  | 1 | 0 | 4  | 2  | +2 | 7 |
| Franciaország | 3 | 1  | 2 | 0 | 3  | 2  | +1 | 5 |
| Spanyolország | 3 | 1  | 0 | 2 | 3  | 4  | -1 | 3 |
| Törökország   | 3 | 0  | 1 | 2 | 2  | 4  | -2 | 1 |

| 2009. július 21. 17:00 (CEST) | Franciaország | 1 – 1                 | Szerbia     | Zapadnyi Stadion, Mariupol Játékvezető: Vad II. István (magyar) |
| 2009. július 21. 17:00 (CEST) | Brahimi 40'   | (1 – 1) (Jegyzőkönyv) | Aleksić 44' | Zapadnyi Stadion, Mariupol Játékvezető: Vad II. István (magyar) |

| 2009. július 21. 19:30 (CEST) | Törökország       | 1 – 2                 | Spanyolország                        | Illicsivec Stadion, Mariupol Játékvezető: Ovidiu Hațegan (román) |
| 2009. július 21. 19:30 (CEST) | Eren Albayrak 12' | (1 – 0) (Jegyzőkönyv) | Falqué 49' (11-esből) San Martin 51' | Illicsivec Stadion, Mariupol Játékvezető: Ovidiu Hațegan (román) |

| 2009. július 24. 15:30 (CEST) | Franciaország | 1 – 1                 | Törökország         | Zapadnyi Stadion, Mariupol Játékvezető: Jerome Efong Nzolo (belga) |
| 2009. július 24. 15:30 (CEST) | N'Diaye 90'   | (0 – 0) (Jegyzőkönyv) | Sercan Yıldırım 64' | Zapadnyi Stadion, Mariupol Játékvezető: Jerome Efong Nzolo (belga) |

| 2009. július 24. 17:30 (CEST) | Szerbia           | 2 – 1                 | Spanyolország | Illicsivec Stadion, Mariupol Játékvezető: Jiří Jech (cseh) |
| 2009. július 24. 17:30 (CEST) | Milanović 36' 51' | (1 – 1) (Jegyzőkönyv) | Joselu 6'     | Illicsivec Stadion, Mariupol Játékvezető: Jiří Jech (cseh) |

| 2009. július 27. 16:00 (CEST) | Spanyolország | 0 – 1                 | Franciaország | Illicsivec Stadion, Mariupol Játékvezető: Manuel Gräfe (német) |
| 2009. július 27. 16:00 (CEST) |               | (0 – 1) (Jegyzőkönyv) | Brahimi 27'   | Illicsivec Stadion, Mariupol Játékvezető: Manuel Gräfe (német) |

| 2009. július 27. 16:00 (CEST) | Szerbia     | 1 – 0                 | Törökország | Zapadnyi Stadion, Mariupol Játékvezető: Bas Nijhuis (holland) |
| 2009. július 27. 16:00 (CEST) | Aleksić 17' | (1 – 0) (Jegyzőkönyv) |             | Zapadnyi Stadion, Mariupol Játékvezető: Bas Nijhuis (holland) |

### Egyenes kieséses szakasz
|  |                       |               |           |                       |   |        |        |       |
|  | Elődöntők             | Elődöntők     | Elődöntők |                       |   | Döntő  | Döntő  | Döntő |
|  | Elődöntők             | Elődöntők     | Elődöntők |                       |   | Döntő  | Döntő  | Döntő |
|  | július 30. – Doneck   |               |           |                       |   |        |        |       |
|  |                       |               |           |                       |   |        |        |       |
|  | A1                    | Anglia        | 3         |                       |   |        |        |       |
|  | A1                    | Anglia        | 3         | augusztus 2. – Doneck |   |        |        |       |
|  | B2                    | Franciaország | 1         |                       |   |        |        |       |
|  | B2                    | Franciaország | 1         |                       |   | Anglia | Anglia | 0     |
|  | július 30. – Mariupol |               |           |                       |   | Anglia | Anglia | 0     |
|  |                       |               | Ukrajna   | Ukrajna               | 2 |        |        |       |
|  | B1                    | Szerbia       | Ukrajna   | Ukrajna               | 2 | 1      |        |       |
|  | B1                    | Szerbia       |           |                       |   |        |        |       |
|  | A2                    | Ukrajna       | 3         |                       |   |        |        |       |
|  | A2                    | Ukrajna       | 3         |                       |   |        |        |       |
|  |                       |               |           |                       |   |        |        |       |

#### Elődöntők
| 2009. július 30. 15:30 (CEST) | Anglia                              | 3 – 1 (h.u.)                        | Franciaország | RSZK Olimpijszkij, Doneck Játékvezető: Bas Nijhuis (holland) |
| 2009. július 30. 15:30 (CEST) | Lansbury 37' Delfouneso 92', 105+1' | (1 – 1, 1 – 1, 3 – 1) (Jegyzőkönyv) | Gueye 8'      | RSZK Olimpijszkij, Doneck Játékvezető: Bas Nijhuis (holland) |

| 2009. július 30. 18:00 (CEST) | Szerbia     | 1 – 3                 | Ukrajna                    | Illicsivec Stadion, Mariupol Játékvezető: Manuel Gräfe (német) |
| 2009. július 30. 18:00 (CEST) | Aleksić 22' | (1 – 2) (Jegyzőkönyv) | Shakhov 1' Harmash 38' 85' | Illicsivec Stadion, Mariupol Játékvezető: Manuel Gräfe (német) |

#### Döntő
| 2009. augusztus 2. 15:30 (CEST) | Anglia | 0 – 2                 | Ukrajna                 | RSZK Olimpijszkij, Doneck Játékvezető: Jiří Jech (cseh) |
| 2009. augusztus 2. 15:30 (CEST) |        | (0 – 1) (Jegyzőkönyv) | Harmas 5' Korkishko 50' | RSZK Olimpijszkij, Doneck Játékvezető: Jiří Jech (cseh) |

## Díjak
| 2009-es U19-es labdarúgó-Európa-bajnokság bajnoka: |
| -------------------------------------------------- |
| UKRAJNA 1. cím                                     |

## Góllövőlista
| 4 gólos - Nathan Delfouneso 3 gólos - Henri Lansbury - Danijel Aleksić - Denisz Harmas 2 gólos - Danny Welbeck - Jaszim Brahimi - Milan Milanović - Kirilo Petrov | 1 gólos - Matthew Briggs - Daniel Gosling - Joseph Mattock - Nile Ranger - Alfred N'Diaye - Magaye Gueye - Iago Falqué - Joselu - Jose Luis San Martin | 1 gólos (folytatás) - Orhan Mustafi - Alexandre Pasche - Sébastien Wütrich - Dejan Dimitrov - Matic Fink - Eren Albayrak - Sercan Yıldırım - Dmytro Korkishko - Szerhij Ribalka - Jevgenyij Shakhov |

## Külső hivatkozások
- A 2009-es U19-es labdarúgó-Európa-bajnokság hivatalos honlapja (angolul)